# Ligne Nichinan
La ligne Nichinan (日南線, Nichinan-sen) est une ligne ferroviaire située dans les préfectures de Kagoshima et Miyazaki au Japon. Elle relie la gare de Minami-Miyazaki à Miyazaki à la gare de Shibushi à Shibushi. La ligne est exploitée par la compagnie JR Kyushu.

## Histoire
La ligne a été ouverte par étapes entre 1913 et 1963.

## Caractéristiques

### Ligne
- Longueur : 88,9 km
- Ecartement : 1 067 mm
- Nombre de voies : Voie unique

### Gares
| Gare                | Nom japonais | Distance (km) | Correspondances                                   | Localisation | Localisation            |
| ------------------- | ------------ | ------------- | ------------------------------------------------- | ------------ | ----------------------- |
| Minami-Miyazaki     | 南宮崎       | 0             | JR Kyushu : Nippō (interconnexion)                | Miyazaki     | Préfecture de Miyazaki  |
| Tayoshi             | 田吉         | 2,0           | JR Kyushu : Aéroport de Miyazaki (interconnexion) | Miyazaki     | Préfecture de Miyazaki  |
| Minamikata          | 南方         | 4,2           |                                                   | Miyazaki     | Préfecture de Miyazaki  |
| Kibana              | 木花         | 7,5           |                                                   | Miyazaki     | Préfecture de Miyazaki  |
| Undōkōen            | 運動公園     | 9,0           |                                                   | Miyazaki     | Préfecture de Miyazaki  |
| Sosanji             | 曽山寺       | 10,2          |                                                   | Miyazaki     | Préfecture de Miyazaki  |
| Kodomonokuni        | 子供の国     | 11,4          |                                                   | Miyazaki     | Préfecture de Miyazaki  |
| Aoshima             | 青島         | 12,7          |                                                   | Miyazaki     | Préfecture de Miyazaki  |
| Oryūzako            | 折生迫       | 13,8          |                                                   | Miyazaki     | Préfecture de Miyazaki  |
| Uchiumi             | 内海         | 17,5          |                                                   | Miyazaki     | Préfecture de Miyazaki  |
| Kouchiumi           | 小内海       | 19,9          |                                                   | Miyazaki     | Préfecture de Miyazaki  |
| Ibii                | 伊比井       | 23,3          |                                                   | Nichinan     | Préfecture de Miyazaki  |
| Kitagō              | 北郷         | 32,5          |                                                   | Nichinan     | Préfecture de Miyazaki  |
| Uchinoda            | 内之田       | 37,1          |                                                   | Nichinan     | Préfecture de Miyazaki  |
| Obi                 | 飫肥         | 39,8          |                                                   | Nichinan     | Préfecture de Miyazaki  |
| Nichinan            | 日南         | 43,8          |                                                   | Nichinan     | Préfecture de Miyazaki  |
| Aburatsu            | 油津         | 46,0          |                                                   | Nichinan     | Préfecture de Miyazaki  |
| Ōdōtsu              | 大堂津       | 50,3          |                                                   | Nichinan     | Préfecture de Miyazaki  |
| Nangō               | 南郷         | 53,0          |                                                   | Nichinan     | Préfecture de Miyazaki  |
| Taninokuchi         | 谷之口       | 56,1          |                                                   | Nichinan     | Préfecture de Miyazaki  |
| Yowara              | 榎原         | 60,5          |                                                   | Nichinan     | Préfecture de Miyazaki  |
| Hyūga-Ōtsuka        | 日向大束     | 68,6          |                                                   | Kushima      | Préfecture de Miyazaki  |
| Hyūga-Kitakata      | 日向北方     | 71,8          |                                                   | Kushima      | Préfecture de Miyazaki  |
| Kushima             | 串間         | 74,4          |                                                   | Kushima      | Préfecture de Miyazaki  |
| Fukushima-Imamachi  | 福島今町     | 77,2          |                                                   | Kushima      | Préfecture de Miyazaki  |
| Fukushima-Takamatsu | 福島高松     | 79,6          |                                                   | Kushima      | Préfecture de Miyazaki  |
| Ōsumi-Natsui        | 大隅夏井     | 84,5          |                                                   | Shibushi     | Préfecture de Kagoshima |
| Shibushi            | 志布志       | 88,9          |                                                   | Shibushi     | Préfecture de Kagoshima |